# اوان یاگر
اوان یاگر (انگلیسی: Evan Jager؛ زادهٔ ۸ مارس ۱۹۸۹) یک دونده دو استقامت اهل ایالات متحده آمریکا است. از افتخارات وی میتوان به کسب مدال نقره ۳۰۰۰ متر با مانع در بازی‌های المپیک تابستانی ۲۰۱۶ اشاره کرد.